# 鴨腿湯飯
鴨腿湯飯源於1920年代的香港，是香港舊時酒樓的夏季菜色，現在常見於酒樓和茶餐廳，香港有航空公司也為商務客位的乘客供應此道具有香港本地特色的湯飯。
湯飯是將湯水拌白飯的吃法。鴨腿先以老抽和米酒調味，然後將鴨腿輕煎，湯水的材料主要有冬瓜、冬菇、薑和陳皮，湯水煮滾後再放入鴨腿烹熬，最後以鹽調味。湯水中的冬瓜被認為有解暑功效，而且夏天正值盛產冬瓜的時節，鴨肉味道濃郁，經熬制後湯水也充滿鴨肉的精華，所以此湯飯特別適合炎熱的夏季。